# Hydrovatus impunctatus
Hydrovatus impunctatus är en skalbaggsart som beskrevs av Guignot 1953. Hydrovatus impunctatus ingår i släktet Hydrovatus och familjen dykare. Inga underarter finns listade i Catalogue of Life.